# Mylenium Tour
Mylenium Tour è il terzo album live della cantante francese Mylène Farmer, pubblicato nel 2000 dalla Polydor Records.

## Il disco
Terminata in Russia nel marzo 2000 la sua tournée, si attende ora l'uscita del cofanetto cd nonché dvd. L'uscita viene slittata da settembre a dicembre e l'arrangiamento viene affidato per la prima volta non a Laurent Boutonnat ma a Yvan Cassar. Si organizzano in vari negozi degli Champs Elysées (FNAC e Virgin) una serata speciale per l'uscita dei due cofanetti, del DVD e del primo e unico singolo estratto Dessine-moi un mouton. Il live arriva direttamente al numero 1 in Francia e nonostante resterà meno settimane in classifica a rispetto al precedente Live a Bercy del 97, il cofanetto venderà 700 000 copie. Non farà da meno il dvd (200 000 copie) e VHS (150 000 copie). L'uscita del secondo singolo previsto Regrets sarà all'ultimo momento annullata per i troppi impegni della Farmer e di Boutonnat con la loro creatura Alizée.

## Tracce
CD1
1. Mylènium
2. L'amour naissant
3. L'Âme-Stram-Gram
4. Beyond my control
5. Rêver
6. Il n'y a pas d'ailleurs
7. Mylène is calling
8. Optimistique-moi
9. Medley (Pourvu qu'elles soient douces/Maman a tort/Libertine/Sans contrefaçon)
10. Regrets

CD2
1. Désenchantée
2. Méfie-toi
3. Dessine-moi un mouton
4. California
5. Pas le temps de vivre
6. Je te rends ton amour
7. Souviens-toi du jour
8. Dernier sourire
9. Innamoramento

## Singoli
- Dessine-moi un mouton